# Kimberly Williams-Paisley
Pour les articles homonymes, voir Williams.
Kimberly Williams, ou Kimberly Williams-Paisley, depuis 2003, est une actrice, réalisatrice et productrice américaine née le 14 septembre 1971 à Rye, dans l'État de New York.

## Biographie

### Vie personnelle
Elle a une sœur Ashley Williams, actrice elle aussi. Elle est mariée au chanteur de musique country Brad Paisley (depuis le 15 mars 2003), avec lequel elle a deux fils, William Huckleberry dit Huck (né le 22 février 2007) et Jasper Warren (né le 17 avril 2009).

## Filmographie

### Comme actrice
- 1990 : Stood Up! (TV) : Vanessa
- 1991 : Le Père de la mariée (Father of the Bride) : Annie Banks
- 1993 : Samuel Beckett Is Coming Soon (court métrage) : Kim
- 1993 : L'Été indien (Indian Summer) : Gwen Daugherty
- 1995 : Coldblooded : Jasmine
- 1995 : Le Père de la mariée 2 (Father of the Bride Part II) : Annie Banks-MacKenzie
- 1996 : Les Femmes de Jake (Jake's Women) (TV) : Molly
- 1996 : The War at Home : Karen Collier
- 1996 : Relativity (série télévisée) : Isabel Lukens
- 1998 : Lieu sûr (Safe House) : Andi Travers
- 1999 : Sexe, strip-tease et tequila (Just a Little Harmless Sex) : Alison
- 1999 : Elephant Juice : Dodie
- 1999 : Simpatico : Rosie jeune
- 2000 : Le 10e Royaume (The 10th Kingdom) (feuilleton télévisé) : Virginia Lewis
- 2001-2009 : According to Jim (série télévisée) : Dana (rôle récurrent)
- 2001 : Ten Tiny Love Stories
- 2001 : La Bonne Étoile (Follow the Stars Home) (TV) : Dianne Parker-McCune
- 2002 : Les Souliers de Noël (The Christmas Shoes) (téléfilm) : Maggie Andrews
- 2003 : Un homme pour la vie (Lucky Seven) (TV) de Harry Winer : Amy Myer
- 2004 : Ma vie volée (Identity Theft: The Michelle Brown Story) (téléfilm) : Michelle Brown
- 2004 : Une famille du tonnerre (TV) : Vanessa Brooks
- 2006 : Shade (court métrage) : Laura Parker
- 2006 : How to Go Out on a Date in Queens
- 2006 : We Are Marshall
- 2006 : Comment manger 10 vers de terre en une journée (How to Eat Fried Worms) : Helen Forrester
- 2008 : Boston Justice (TV) : Attorney Elisa Brooks
- 2010 : L'Impossible Pardon (Amish Grace) (téléfilm) : Ida Graber
- 2012 : Royal Pains : Sam Chard (1 épisode)
- 2012-2013 : Nashville (série télévisée) : Peggy Kenter (rôle récurrent)
- 2014 : Mon oncle Charlie : Gretchen (rôle récurrent)
- 2015 : Alvin et les Chipmunks : À fond la caisse : Samantha
- 2017 : Le Train de Noël (The Christmas Train) (téléfilm) : Eleanor Carter
- 2018 : Les Chroniques de Noël : Claire Pierce
- 2019 : Flash : Renee Adler
- 2020 : Les Chroniques de Noël 2 (The Christmas Chronicles 2) de Chris Columbus : Claire Pierce
- 2020 : Un drôle de Noël (A Nashville Christmas Carol) de Dawn Wilkinson (téléfilm) : L'Esprit du Noël présent
- 2021 : Un Noël pour deux : Coup de foudre en ville (Sister swrap : Christmas in the city) de Sean McNamara (téléfilm) : Jennifer Swift
- 2021 : Un Noël pour deux : Retour à la maison (Sister swrap : A hometown holiday) de Sean McNamara (téléfilm) : Jennifer Swift
- 2023 : Jesus Revolution de Jon Erwin : Charlene

### Comme réalisatrice
- 2006-2008 : According to Jim (série télévisée) - plusieurs épisodes
- 2006 : Shade (court métrage) - également scénariste et monteuse
- 2007 : Numero Dos (court métrage) - également scénariste et monteuse

### Comme productrice
- 2004 : Ma vie volée (Identity Theft :The Michelle Brown Story) (téléfilm)
- 2006 : Shade (court métrage)

## Distinctions

### Récompenses
- Sedona Film Festival (en) 2006 : Lauréate du Prix Director's Choice de la meilleure réalisation et interprétation de la meilleure pour Shade.
- Heartland Film Festival 2006 : Lauréate du Prix Crystal Heart du meilleur court métrage dramatique et Vision Award du meilleur court métrage pour Shade.
- Heartland Film Festival 2006 : Lauréate du Prix Vision du meilleur court métrage pour Shade.

### Nominations
- Chicago Film Critics Association Awards 1992 : Actrice la plus prometteuse pour Le Père de la mariée.
- MTV Movie Awards 1992 : meilleure révélation pour Le Père de la mariée.
- Satellite Awards 1997 : Meilleure actrice dans une série télévisée dramatique pour Relativity.